# Autoridad Portuaria de Avilés
La Autoridad Portuaria de Avilés (APAV) es uno de los 28 entes públicos encargados del control de las instalaciones dependientes de Puertos del Estado, encontrándose en su ámbito de actuación los dos puertos pertenecientes a la ría de Avilés, en Asturias.
Actualmente se están acometiendo obras de ampliación por valor de 31 millones de euros en el Muelle de Raíces del Puerto de Avilés con el fin de dar cabida a más espacio para contenedores y graneles sólidos.

## Historia
Antiguamente denominada Junta de Obras del Puerto de Avilés, la actual autoridad portuaria nació en el año 2007 fruto de la creación de la provincia marítima de Avilés para hacerse cargo de los distritos marítimos de Avilés, San Esteban de Pravia y Luarca ya que hasta ese momento todo el litoral asturiano pertenecía a la jurisdicción de la Autoridad Portuaria de Gijón. 

### Puertos
- Puerto de Avilés, del cual forman parte la Dársena de San Juan de Nieva, la Dársena de San Agustín, el Muelle de Raíces, el Muelle de Inespal, y finalmente el Muelle Pesquero. En la margen derecha está localizado el "Muelle de Valliniello", fruto de las obras acometidas a partir del año 2008. Si bien estas obras incluían tres fases, de momento solo han sido ejecutadas las dos primeras,  quedando pendiente la tercera fase, que uniría la fase dos con el "Muelle de Inespal". Son objeto de concesión administrativa el "Muelle de Inespal" (ArcelorMittal) como el "Muelle de Inespal" (Alcoa).

- Puerto Deportivo de Avilés.

Hasta 2012, los puertos pertenecientes a esta autoridad portuaria solo eran utilizados con fines industriales, pesqueros y de ocio a pequeña escala. Pero esta tendencia comenzó a cambiar con la llegada del primer crucero comercial a la ciudad durante 2012, por lo que en la actualidad hacen escala varios barcos de este tipo en Avilés durante toda la temporada. Además, también llegan a este puerto diversos buques de instrucción militar, como el Juan Sebastián Elcano o el portugués Creoula.